# Born Again (álbum de Hironobu Kageyama)
Born Again é o quarto álbum de estúdio de Hironobu Kageyama e o quinto de sua carreira solo. O disco marcou o início da parceria do cantor com uma nova gravadora, a Columbia Records, e foi lançado em 12 de junho de 1985.

## Produção
Originalmente lançado em LP, o álbum teve poucas cópias em CD lançadas em 1996. Entretanto, em 2013, um novo CD remasterizado foi lançado com o título Born Again + 4, contendo quatro músicas que haviam sido lançadas apenas como singles. As gravações contaram com diversas participações especiais, com músicos do Loudness, Neverland, LAZY, ANSWER e outras bandas. Kenichi Sudo fez o arranjo de praticamente todo o álbum, Sudo já vinha trabalhando com frequência com Kageyama, e viriam a fundar bandas e compor inúmeras músicas por décadas. Um produto dessa parceria foi o álbum Saint Seiya Hit Kyokushuu III BOYS BE ~Kimi ni Ageru Tame ni~, com várias músicas para Os Cavaleiros do Zodíaco.
Após esse álbum, Kageyama faria projetos com bandas e outras parcerias, além de se dedicar a produção de músicas para animes e tokusatsu, não lançando um novo álbum solo por 15 anos até I'm in You.

## Recepção
Sobre o álbum, o CD Journal disse "o caráter de Kageyama é usado ao máximo, e a história flui bem e atrai o ouvinte. É um bom sentimento ouvir um álbum tão direto. Poderia ter sido um pouco mais interessante se cada vez mais trabalhos assim continuassem a reverberar pelos rankings."
O mesmo site analisou o relançamento com quatro músicas a mais dizendo "Embora ele seja famoso por suas músicas para Dragon Ball Z e seriados de Super Sentai, este é um raro exemplar de trabalho original onde se pode ouvir sua voz cantando com paixão."

## Faixas
| N.º            | Título                                   | Letras                                             | Música         | Arranjo        | Duração |  |
| 1.             | "Blind Alley"                            | Keiko Aso                                          | H. Kageyama    | Kenichi Sudo   | 4:10    |  |
| 2.             | "Hollywood Night"                        | K. Aso                                             | H. Kageyama    | K. Sudo        | 3:04    |  |
| 3.             | "Sherry"                                 | K. Aso e H. Kageyama                               | H. Kageyama    | K. Sudo        | 4:59    |  |
| 4.             | "Silent Summer"                          | K. Aso                                             | H. Kageyama    | K. Sudo        | 4:25    |  |
| 5.             | "Crush on Crush"                         | K. Aso                                             | H. Kageyama    | K. Sudo        | 4:57    |  |
| 6.             | "Break Out"                              | K. Aso                                             | H. Kageyama    | K. Sudo        | 3:55    |  |
| 7.             | "Rain in the Dark"                       | K. Aso                                             | H. Kageyama    | K. Sudo        | 3:32    |  |
| 8.             | "Natsu ga Kowareteiku -Day Dream Blues-" | K. Aso                                             | H. Kageyama    | K. Sudo        | 4:24    |  |
| 9.             | "Only One for Me"                        | K. Aso                                             | H. Kageyama    | K. Sudo        | 4:49    |  |
| 10.            | "Final Vision"                           | K. Aso                                             | H. Kageyama    | K. Sudo        | 5:36    |  |
| 11.            | "St. Elmo's Fire" (cover de John Parr)   | David Foster, J. Parr e Sayuri Yamamoto (tradução) | H. Kageyama    | Tadashi Namba  | 4:08    |  |
| 12.            | "Bay Area no Kaze"                       | H. Kageyama                                        | H. Kageyama    | K. Sudo        | 4:07    |  |
| 13.            | "Wild Boy" (com Do-ya)                   | H. Kageyama                                        | H. Kageyama    | K. Sudo        | 4:16    |  |
| 14.            | "Back to the Dream" (com Do-ya)          | H. Kageyama                                        | H. Kageyama    | K. Sudo        | 3:56    |  |
| Duração total: | Duração total:                           | Duração total:                                     | Duração total: | Duração total: | 60:18   |  |